# Монгольско-северокорейские отношения
Отношения Монголии и КНДР (монг. Монгол, БНАСАУ-ын харилцаа, кор. 몽골-조선민주주의인민공화국 관계) являются историческими и текущими двусторонними отношениями между Монголией и Корейской Народно-Демократической Республикой.

## История
Две страны установили дипломатические отношения 15 октября 1948 года. Монгольская Народная Республика была второй страной после Советского Союза, признавшей КНДР. Монголия оказывала помощь КНДР во время Корейской войны, хотя она не принимала прямого участия, а также способствовала послевоенному восстановлению КНДР. На основании соглашения о помощи, подписанного в конце 1953 года, правительство Монголии отправило 10 000 лошадей в КНДР.
После войны Монголия приняла и воспитала более 400 детей-сирот в 1960—1970-х годах. С 1960 до середины 1980-х годов советско-китайский раскол, в котором Монголия последовательно занимала просоветскую позицию, тогда как позиция КНДР обычно была ближе к китайской, чем к советской, значительно затруднял монголо-северокорейское сотрудничество. В некоторых случаях эти разногласия приводили к различным формам слабых трений в отношениях между Монголией и КНДР. Благодаря улучшению советско-китайских отношений после 1982 года, в 1986 году Монголия и КНДР подписали свой первый договор о дружбе и сотрудничестве. Ким Ир Сен также посетил страну в 1988 году. Однако после падения коммунистического режима в Монголии отношения обострились. Две страны аннулировали свой предыдущий договор о дружбе и сотрудничестве в 1995 году, а в 1999 году КНДР закрыла свое посольство в Улан-Баторе по случаю официального визита Ким Дэ Чжуна, первого такого визита президента Южной Кореи. Монголия ранее выслала двух северокорейских дипломатов за попытку передать поддельные стодолларовые купюры. Впоследствии Монголия начала активизировать свою политику взаимодействия с КНДР с целью улучшения отношений. В 2002 году Пэк Нам Сун стал первым министром иностранных дел КНДР, посетившим Монголию за 14 лет. Последний визит на высоком уровне произошёл в июле 2007 года, когда Ким Ён Нам, председатель Президиума Верховного народного собрания КНДР, совершил свой третий визит в страну; ранее он совершил две поездки в Монголию, в 1985 и 1988 годах.
Неофициально посетители из КНДР проявляют значительный интерес к изучению экономических реформ Монголии; по мнению монгольской стороны, северокорейцы не видят в них угрозы, потому что они не западная страна и пережили аналогичный опыт при коммунизме. Усилия Монголии по внедрению рыночного капитализма в КНДР также имеют компонент личных интересов. Транссибирская магистраль, важное звено в потенциальном непрерывном железнодорожном транзитном маршруте из Южной Кореи в Европу, проходит через Монголию; экономическая либерализация КНДР, которая позволила южнокорейскому морскому транспорту проходить через её границы, устранила бы главный камень преткновения на пути к такому маршруту, предоставив экономические выгоды для Монголии.
Северокорейские беженцы — деликатный вопрос между двумя правительствами. В 2005 году южнокорейские благотворительные группы получили от правительства Монголии 1,3 квадратных километра земли в неустановленном месте в 40 километрах от Улан-Батора для создания лагеря беженцев. Однако по состоянию на ноябрь 2006 года премьер-министр Монголии Миеэгомбын Энхболд официально отрицал существование таких лагерей. Один из исследователей подсчитал, что 500 северокорейских беженцев въезжают в Монголию каждый месяц вместе с некоторыми легальными рабочими-мигрантами, которые подпадают под межправительственное соглашение о работе в лёгкой промышленности и инфраструктурных проектах.
В 2013 году президент Монголии Цахиагийн Элбэгдорж посетил КНДР, и две страны расширили экономические связи, особенно в области нефтепереработки.